# タブロイド思考
タブロイド思考（タブロイドしこう、英:tabloid thinking）とは、複雑なものごとを皮相的に単純化・類型化して把握する思考パターンである。経営科学あるいは広告学の観点からは周辺ルート思考とも呼ばれる。何が原因であるのかについて、深く考え分析すると単純に断言することができず、判断が難しいような事象をステレオタイプな枠で捉える思考である。一般人においては正確さよりも分かりやすさが重視されるため、大衆向けの情報発信でタブロイド思考を用いている事例は多い。タブロイド思考の危険性は、分かったふりをして、何ひとつ問題が解決しないか、あるいは悪化してしまう点にある。

## 概説

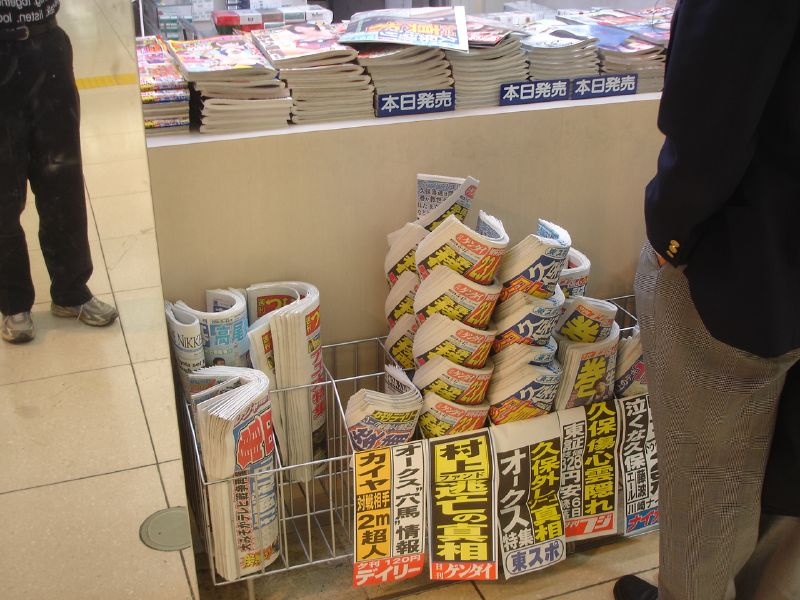
大衆紙や夕刊紙は興味本位で惹き付け、「真相」を提示するが…

この語はロバート・ソーレスの1932年の書籍「Straight and Crooked Thinking（正しい考えと歪んだ考え）」で言及された造語であり、宮城音弥によれば「タブロイド版の新聞は多くのことを書き立てることができないので、単純化した記事をのせるが、これと同様」の考え方をすることを指し、過程を単純化する思考のことを指す。
社会と人間の事象は、複雑に連関しており、その原因などを調べるには手間がかかり、また妥当な認識に達することも難しいことが多い。こうした複雑な関係性を真正面から調査して理解しようとすれば、脳にかかる負担も大きくなる（中心ルート思考）。
これに対し、事象の本質的な複雑さを考慮することなく、また深く吟味したり分析したりすることなく、類型的な思考の分類や、決まり文句や、大まかな見た目の特徴などで、その事象の原因やありようを理解したような気分になるのが、タブロイド思考である。ものごとの根本の複雑な相互関係の分析にまで至るのは、一般的な人間の思考にとっては非常に負担が多く、困難であるし、専門的な知識も要求される。しかし、「よく分からない」では、自分の無能さが露呈されるようで好ましくなく、また「分からない」という状態も不安定な心理であるため、「その答えは、即ちこれである」というような単純明快な図式的回答を、批判的態度などなく受容するような思考のことを主に言う。
タブロイド思考は、ものごとを単純化して考えるが、こういう「単純化」そのものが、一種の社会的な流行の上に乗っていることがある。政治や経済の問題から社会問題、あるいは個人の消費生活や、趣味、遊びに至るまで、社会的な「標準的規範」というものが設定されるケースが多々ある。このような規範が果たして妥当なのか否か、個人が自主的な判断や吟味を試みようとすると、資料収集や思考に大きな努力が必要となることがある。しかも、こうして主体的に考察し思考してみても、明確な答えが得られないのが普通である。このような場合、もっと楽な方法として、社会で流布し、流行しているものを、そのまま受け入れて模倣し、なぜそれを肯定するのかの理由は、「社会の常識である」というように考えると、これは思考停止の一種である。
論争が行われ未だ結論が得られていない事象に対して「○○○は○○○だった！」等と即座に言い切っている場合、そうした主張にはタブロイド思考が含まれている。例えば、物価が高騰したという社会的な事象があれば、その理由は「大企業が金儲けに奔走しているためである」とか、それと対比的に「怠け者の貧乏人を支援するため、不要な社会福祉などがあるからである」などという決めつけが、この思考の類である。大衆を扇動する陰謀論においてもこの手の手法は用いられている。
タブロイド思考の持ち主は、分かりやすさを最重要視するため、流行り物や見た目が派手な物ばかりを好んで買ったり、他人をステータスシンボルの数や年収の額面だけで値踏みしたりする（マウントを取る）傾向にある。また信憑性の低い噂話を直ぐに真に受けて触れ回る事が習慣化している事があり、デリカシーに欠ける言動も多い。他にも、バーゲンセールやテレビショッピングなどで不要な物を買いやすい傾向にある。内容を精査せず、見た目や聞こえの良し悪しだけで判断するため、思考が浅いということである。
タブロイド思考の危険性は、分かったふりをして、何ひとつ問題が解決しないか、あるいは悪化してしまう点にある。

## 歴史

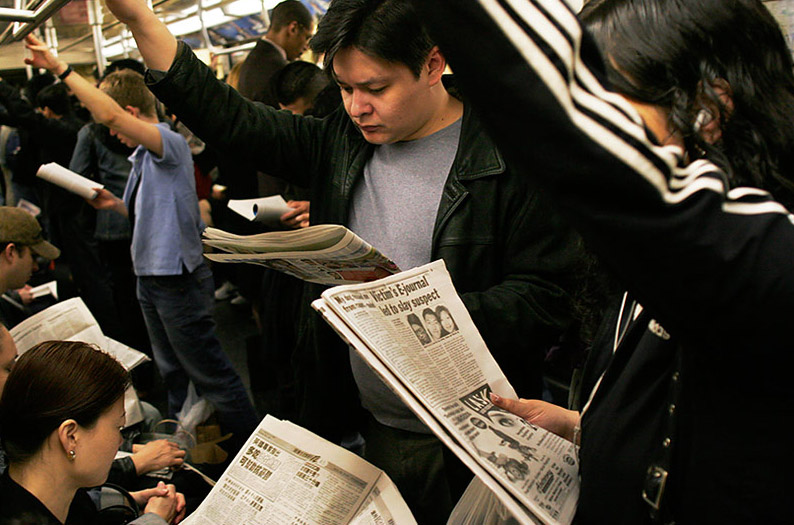
混雑する列車内では小サイズの新聞が適している（イメージ）

タブロイド思考という言葉は、通常の新聞よりもサイズの小さな「タブロイド型新聞」から来ている。都市の駅売店などで販売され退勤時間帯の通勤列車の中で読むのに適したサイズであるが、即売故に興味本位の記事を売り物にする新聞が多く、何かの社会的事象や事件を伝えてもその詳細や立ち入った分析は行わず、地下鉄などの一駅（数分）で読み切れる短文記事で読者が理解しやすいように類型的な決めつけを行うような新聞が多かった。
タブロイド新聞の記事を読んでいると世のなかの複雑な事象が全て単純な原理で解明できるような錯覚にも陥る。タブロイド新聞が行うのと同じような論理の省略、分析の省略によって、ものごとを皮相的な外見から決めつけて答えを出すような思考を「タブロイド思考」というのである。
なお、このような報道を行う「タブロイド紙」は基本的に英国のものだが、2000年代以降の英国では、タイムズやインデペンデント、ガーディアンといったインテリ向けの論説を売りにする高級紙（一般紙）もタブロイド判やそれに近い小型サイズへの切り替えを行っており、判型だけを基準とした「タブロイド紙=大衆紙」という図式は成り立たなくなりつつある。ただし、高級紙では小型化した後の判型を「コンパクト版」と呼ぶなどしていわゆるタブロイド紙との区別は明確にしており、「タブロイド」という表現が上記のような「大衆紙でありがちな単純化された物の見方」を含意することは、今のところ以前と変わっていない。